# Mord, min älskling!
Mord, min älskling! (engelska: Murder, My Sweet) är en amerikansk långfilm från 1944 i regi av Edward Dmytryk, med Dick Powell, Claire Trevor, Anne Shirley och Otto Kruger i rollerna. Filmen är baserad på Raymond Chandlers roman Mord, min älskling från 1940. Romanen filmatiserades igen 1975 som Kör hårt, Marlowe! med Robert Mitchum i huvudrollen.

## Handling
Privatdetektiven Philip Marlowe (Dick Powell) anlitas av Moose Malloy (Mike Mazurki) för att hitta hans gamla flickvän som försvunnit efter att han suttit i fängelset. Marlove följer ledtrådar i den undre världen och stöter på alla former av problem, men även den vackra femme fatalen Velma Valento (Claire Trevor).

## Rollista

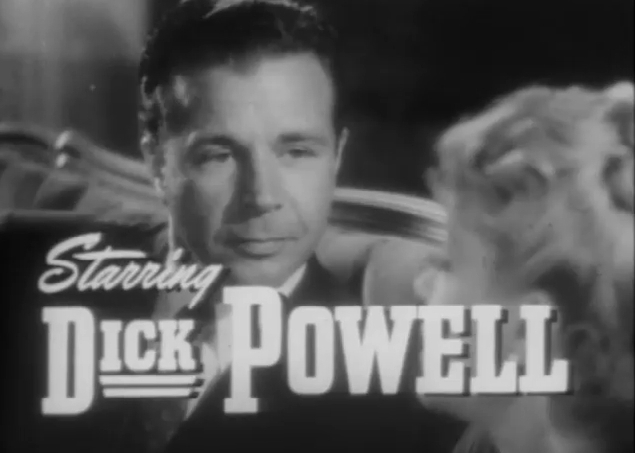
Dick Powell i huvudrollen som Philip Marlowe

| Dick Powell    | – Philip Marlowe                     |
| Claire Trevor  | – Mrs.Helen Grayle aka Velma Valento |
| Anne Shirley   | – Ann Grayle                         |
| Otto Kruger    | – Jules Amthor                       |
| Mike Mazurki   | – Moose Malloy                       |
| Miles Mander   | – Mr. Grayle                         |
| Douglas Walton | – Lindsay Marriott                   |
| Donald Douglas | – Police Lieutenant Randall          |
| Ralf Harolde   | – Dr. Sonderborg                     |
| Esther Howard  | – Jessie Florian                     |

## Produktion
RKO Pictures köpte rättigheterna till Raymond Chandlers roman för bara $2000 då de behövde material till sin filmserie om detektiven The Falcon, och bokens handling användes till filmen The Falcon Takes Over (1942). Producenten Adrian Scott fann senare romanen i RKO:s arkiv och insåg att man tidigare förändrat bokens handling så mycket att man nu kunde följa den slaviskt och få en helt ny film. Han sålde bland annat in nyinspelningen till RKO:s chefer på idén att de knappt behövde en manusförfattare.
Dick Powell ansåg sig fast i att göra musikal- och komedifilmer och hade därför begärt av studiocheferna att få en mer tung roll i ett drama; han hade bland annat försökt få huvudrollen i Kvinna utan samvete (1944), men den rollen gick till Fred MacMurray (även han ett oväntat val, då han främst medverkat i komedier). RKO:s chef Charles Koerner ville ha med Powell i ett flertal nya musikaler, men Powell vägrade om han inte fick rollen i Mord, min älskling!. Efter MacMurrays framgångar i Kvinna utan samvete gick Koerner med på affären.

## Namnbyte
Filmen visades första gången 18 december 1944 i Minneapolis, Minnesota under titeln Farewell, My Lovely. (vilket är den engelska titeln på Chandlers roman). När den öppnade i New York 8 mars 1945 blev den omdöpt till Murder, My Sweet. Powells tidigare roller inom komedier och musikaler, tillsammans med titeln Farewell, My Lovely, ledde under tidiga visningar publiken att tro att filmen var en musikal. Studiocheferna bestämde sig därför för att döpa om filmen, även om det till viss del försenade den.